# Ponto de ônibus
Ponto de ônibus, ponto de parada, parada de ônibus (português brasileiro) ou paragem de autocarro (português europeu),  paragem de machimbombo (português angolano e moçambicano),  paragem de toca-toca(português cabo-verdiano),  paragem de otocarro (português guineense e são-tomense) ou paragem de microlete (português timorense) são as designações de um local de um ponto de ônibus/autocarro de transporte público, onde os passageiros embarcam ou desembarcam, muitas vezes confundido com parada.

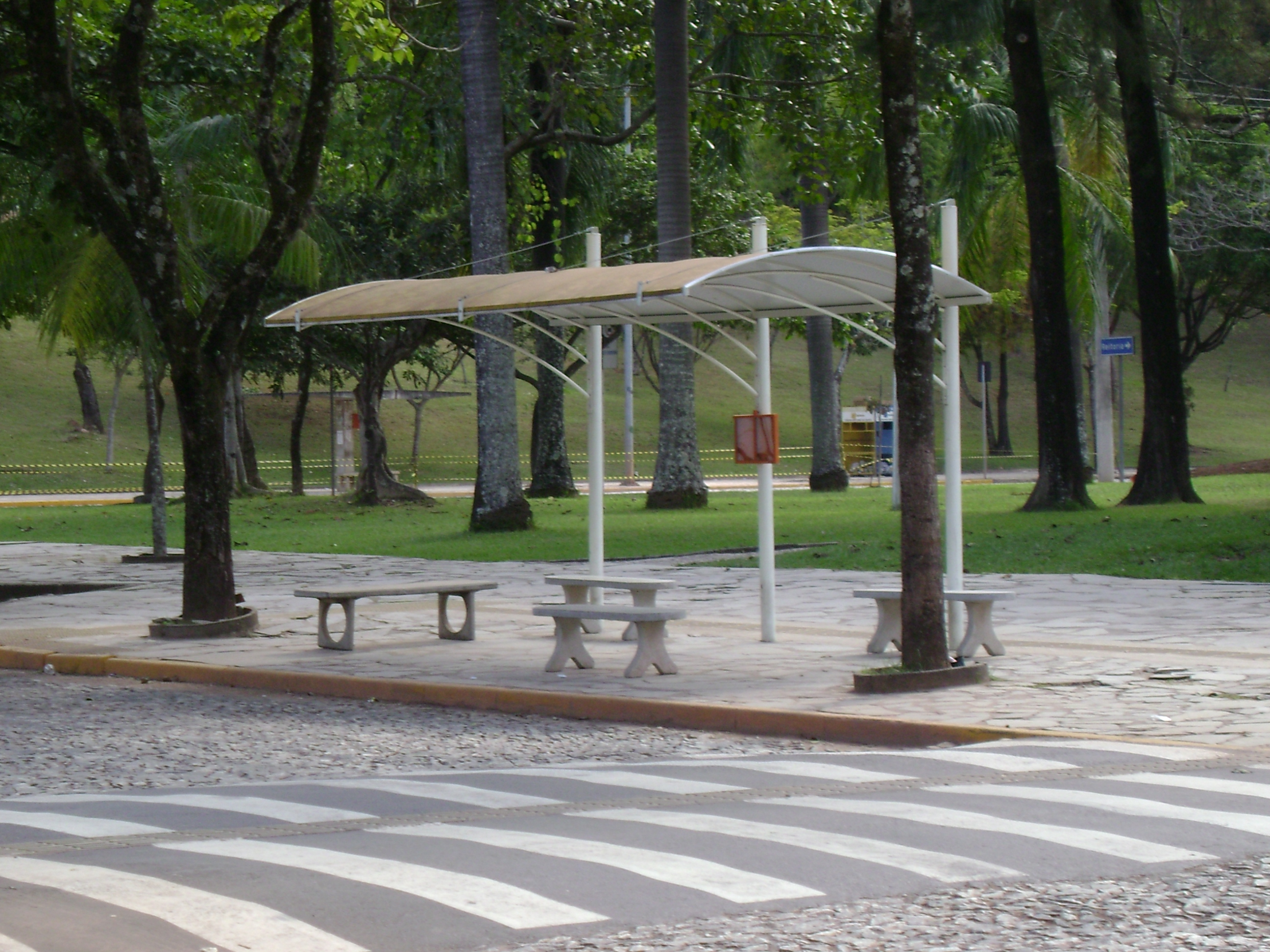
Ponto de ônibus em Belo Horizonte

Geralmente os pontos de ônibus são cobertos. Por isso, muitas vezes acabam servindo de abrigo. Podem receber também anúncios e placas informativas com os itinerários das linhas de ônibus. Existem também pontos de ônibus elevados, geralmente corredores de ônibus ou em terminais de ônibus para facilitar o embarque e desembarque de cadeirantes.